# Hipertrofia wewnątrzmaciczna
Hipertrofia wewnątrzmaciczna (makrosomia) – nadmierna masa płodu w stosunku do wieku płodowego. Szacuje się, że zaburzenie to dotyczy ok. 10% wszystkich ciąż.

## Etiologia
Czynniki ryzyka hipertrofii wewnątrzmacicznej:
- u matki:
  - wiek >35 lat
  - pochodzenie etniczne
  - wzrost i masa ciała (w tym typ budowy ciała)
  - wielorództwo
  - ciąża przeterminowana
  - cukrzyca w ciąży
  - nadciśnienie tętnicze w ciąży
  - otyłość lub znaczny przyrost masy ciała w trakcie ciąży
  - poprzedni poród dziecka o masie >4500 g
- u płodu:
  - płeć męska
  - zespół Beckwitha-Wiedemanna.

## Diagnostyka
Zaburzenie to wykrywa się w czasie ciąży (badanie USG płodu) lub bezpośrednio po urodzeniu, na sali porodowej. Po porodzie mierzy się masę ciała noworodka i porównuje ją z przyjętymi normami dla płci i wieku. Za patologiczną uznaje się masę przekraczającą normę o dwukrotną wartość odchylenia standardowego w danej populacji. Inne kryteria to:
- masa noworodka powyżej 90. percentyla odpowiedniego dla danego wieku i płci[2],
- masa przekraczająca umowną granicę 4000–4500 g bez względu na wiek ciążowy i zachowaną symetrię[3].

Wygląd noworodka z hipertrofią wewnątrzmaciczną charakteryzuje się dysproporcją rozmiarów brzucha w stosunku do głowy, czerwoną skórą i występowaniem owłosienia małżowin usznych.

## Powikłania
Poród drogami naturalnymi płodu z makrosomią zwiększa u matki prawdopodobieństwo wystąpienia poważnych powikłań: wydłużenia czasu trwania porodu, zatrzymania akcji porodowej, wtórnej atonii macicy, uszkodzenia kanału rodnego, rozejścia się spojenia łonowego oraz wystąpienia zakażeń połogowych.
Hipertrofia wewnątrzmaciczna związana jest również ze zwiększonym ryzykiem urazów u płodu. Podczas porodu drogami naturalnymi, ze względu na duże rozmiary płodu, często chodzi do dystocji barkowej, która może skutkować uszkodzeniem lub porażeniem splotu ramiennego czy nerwu przeponowego. Możliwe są również inne urazy, takie jak zwichnięcie stawu barkowego, złamanie mostka czy kości ramiennej. Często w wyniku powikłań okołoporodowych wytwarza się encefalopatia, prowadząca do upośledzenia umysłowego lub zgonu noworodka. Może dojść również u niego do zagrażającej życiu hipoglikemii, a także policytemii i hiperbilirubinemii.
Zaburzenie to jest przyczyną zwiększonego ryzyka wystąpienia w wieku młodzieńczym i dorosłym nadwagi, otyłości, zespołu metabolicznego, nadciśnienia tętniczego, nieprawidłowej tolerancji glukozy, nieprawidłowej glikemii na czczo i insulinooporności.

## Leczenie
Makrosomia, ze względu na duże ryzyko ciężkich powikłań u matki i płodu, jest ujęta jako jedno z pilnych wskazań do cięcia cesarskiego i stanowi jedno z przeciwwskazań do porodu drogami naturalnymi. Jest również względnym przeciwwskazaniem do użycia kleszczy położniczych i wyciągacza próżniowego.